# Ant Wan
Ant Wan (* 1998 als Antwan Afram) ist ein schwedischer Rapper. 2018 hatte er seinen ersten Erfolg mit dem Song Sativa. In den folgenden Jahren hatte er einige Top-10-Erfolge, darunter Kall mit vier Platinauszeichnungen und den Nummer-1-Hit Komplicerat. Mehrere Alben erreichten ebenfalls Platz 1 in den schwedischen Charts.

## Biografie
Antwan Afram stammt aus Mittelschweden und hat syrisch-aramäische Wurzeln. Zuerst nannte er sich Råby nach dem Stadtteil von Västerås, in dem er aufgewachsen ist. Unter dem Namen Ant Wan veröffentlichte er 2018 den Song Sativa, der zwar in den Charts nur Platz 67 erreichte, sich aber 14 Wochen lang halten konnte. Als zu Beginn des Jahres 2019 seine Debüt-EP Wow erschien, hatte er mit dem Song Kall einen zweiten Hit, der Platz 2 erreichte und die EP auf Platz 1 brachte. Mit Drip und Mama folgten in kurzen Abständen zwei neue Top-10-Hits und das Debütalbum Ghettostar mit 7 neuen Songs, das in die Top 5 kam. Noch im selben Jahr erschien mit Kapitel 21 eine weitere EP, die ihn zum zweiten Mal an die Chartspitze beförderte.
Im April 2020 gab es das zweite Album 724 (die Postleitzahl von Råby) mit 15 Titeln, von denen sich 11 in den Singlecharts platzieren konnten. Das Album kam auf Platz 2, eine Zusatz-EP mit fünf neuen Version und fünf Bonustracks kam zwei Wochen später auf Platz 4. Danach veröffentlichte Ant Wan einzelne weitere Songs und bereitete das dritte Album vor. Leylas World erschien Anfang März 2021 und erreichte als erste seiner LPs
Platz 1 der Albumcharts.

## Diskografie

### Alben
| Jahr | Titel                  | Höchstplatzierung, Gesamtwochen, AuszeichnungChartplatzierungen (Jahr, Titel, Platzierungen, Wochen, Auszeichnungen, Anmerkungen) | Höchstplatzierung, Gesamtwochen, AuszeichnungChartplatzierungen (Jahr, Titel, Platzierungen, Wochen, Auszeichnungen, Anmerkungen) | Anmerkungen                              |
| Jahr | Titel                  | SE | NO | Anmerkungen                              |
| ---- | ---------------------- | --- | --- | ---------------------------------------- |
| 2019 | Wow                    | SE1 (50 Wo.)SE | — | Erstveröffentlichung: 4. Januar 2019 EP  |
| 2019 | Ghettostar             | SE4 (26 Wo.)SE | — | Erstveröffentlichung: 5. September 2019  |
| 2019 | Kapitel 21             | SE1 (19 Wo.)SE | — | Erstveröffentlichung: 21. November 2019  |
| 2020 | 724                    | SE2 (15 Wo.)SE | — | Erstveröffentlichung: 2. April 2020      |
| 2020 | 724 – Deluxe           | SE4 (6 Wo.)SE | — | Erstveröffentlichung: 16. April 2020     |
| 2021 | Leylas World           | SE1 (173 Wo.)SE | — | Erstveröffentlichung: 25. Februar 2021   |
| 2021 | Wow 2                  | SE1 (109 Wo.)SE | NO38 (1 Wo.)NO | Erstveröffentlichung: 14. Oktober 2021   |
| 2022 | The Only Wan           | SE1 (133 Wo.)SE | — | Erstveröffentlichung: 1. September 2022  |
| 2022 | The Only Wan (Deluxe)  | SE1 (36 Wo.)SE | — | Erstveröffentlichung: 13. Oktober 2022   |
| 2024 | For Those Who Believed | SE1 (11 Wo.)SE | — | Erstveröffentlichung: 8. Februar 2024 EP |
| 2024 | Wanderland             | SE1 (20 Wo.)SE | — | Erstveröffentlichung: 22. August 2024    |

### Singles
| Jahr | Titel Album                        | Höchstplatzierung, Gesamtwochen, AuszeichnungChartsChartplatzierungen (Jahr, Titel, Album, Platzierungen, Wochen, Auszeichnungen, Anmerkungen) | Anmerkungen                              |
| Jahr | Titel Album                        | SE | Anmerkungen                              |
| --- | ---------------------------------- | --- | ---------------------------------------- |
| 2018 | Sativa –                           | SE67 Platin · (14 Wo.)SE | Erstveröffentlichung: 12. Oktober 2018   |
| 2018 | Legend –                           | SE99 Gold · (1 Wo.)SE | Erstveröffentlichung: 9. November 2018   |
| 2018 | Mitt liv –                         | SE81 Platin · (4 Wo.)SE | Erstveröffentlichung: 12. Dezember 2018  |
| 2019 | Drip –                             | SE7 Platin · (11 Wo.)SE | Erstveröffentlichung: 1. März 2019       |
| 2019 | Blessed –                          | SE11 Gold · (5 Wo.)SE | Erstveröffentlichung: 29. März 2019      |
| 2019 | Mama Ghettostar                    | SE7 ×2Doppelplatin · (16 Wo.)SE | Erstveröffentlichung: 21. Juni 2019      |
| 2019 | Ikon Ghettostar                    | SE24 Gold · (6 Wo.)SE | Erstveröffentlichung: 2. August 2019     |
| 2019 | Chubby Bunny –                     | SE93 (1 Wo.)SE | Erstveröffentlichung: 21. August 2019    |
| 2019 | Ya rab Kapitel 21                  | SE15 Gold · (3 Wo.)SE | Erstveröffentlichung: 8. November 2019   |
| 2019 | Cleopatra –                        | SE24 (5 Wo.)SE | Erstveröffentlichung: 30. Dezember 2019  |
| 2020 | Ingen autotune 724                 | SE53 (1 Wo.)SE | Erstveröffentlichung: 16. Januar 2020    |
| 2020 | Goat 724                           | SE12 Platin · (5 Wo.)SE | Erstveröffentlichung: 31. Januar 2020    |
| 2020 | Gango 724                          | SE38 Gold · (3 Wo.)SE | Erstveröffentlichung: 17. Februar 2020   |
| 2020 | Jag & du Leylas World              | SE18 Platin · (5 Wo.)SE | Erstveröffentlichung: 27. Mai 2020       |
| 2020 | Mamacita –                         | SE27 (2 Wo.)SE | Erstveröffentlichung: 24. Juni 2020      |
| 2020 | Bars Leylas World                  | SE22 Platin · (11 Wo.)SE | Erstveröffentlichung: 10. Dezember 2020  |
| 2021 | No Love Leylas World               | SE14 Gold · (5 Wo.)SE | Erstveröffentlichung: 28. Januar 2021    |
| 2021 | Marbella Wow 2                     | SE6 ×2Doppelplatin · (28 Wo.)SE | Erstveröffentlichung: 17. Juni 2021      |
| 2021 | Free –                             | SE16 Platin · (7 Wo.)SE | Erstveröffentlichung: 22. Juli 2021      |
| 2023 | Komplicerat The Only Wan           | SE1 Platin · (63 Wo.)SE | Erstveröffentlichung: 19. Mai 2022       |
| 2023 | Habiba The Only Wan                | SE6 Platin · (7 Wo.)SE | Erstveröffentlichung: 7. Juli 2022       |
| 2023 | Gata –                             | SE2 Gold · (6 Wo.)SE | Erstveröffentlichung: 24. Februar 2023   |
| 2023 | En till dans –                     | SE3 Platin · (18 Wo.)SE | Erstveröffentlichung: 21. April 2023     |
| 2023 | Go –                               | SE1 Platin · (21 Wo.)SE | Erstveröffentlichung: 22. September 2023 |
| 2024 | Faller –                           | SE10 (4 Wo.)SE | Erstveröffentlichung: 12. Juli 2024      |
| Folgende Lieder erschienen nicht als Single, wurden aber durch das Album zum Download und Streaming bereitgestellt und konnten somit eine Platzierung erlangen: |                                    | |                                          |
| |                                    | |                                          |
| 2019 | Kall Wow                           | SE2 ×4Vierfachplatin · (25 Wo.)SE |                                          |
| 2019 | Fendi Wow                          | SE31 Gold · (5 Wo.)SE |                                          |
| 2019 | Wow                                | SE52 Gold · (2 Wo.)SE |                                          |
| 2019 | Rikare Wow                         | SE65 (1 Wo.)SE |                                          |
| 2019 | Hon Ghettostar                     | SE14 Platin · (7 Wo.)SE |                                          |
| 2019 | Ghettostar                         | SE31 Gold · (3 Wo.)SE |                                          |
| 2019 | Livsstil Ghettostar                | SE56 (1 Wo.)SE |                                          |
| 2019 | Kokain City Ghettostar             | SE61 (1 Wo.)SE |                                          |
| 2019 | Flera Days Ghettostar              | SE63 Gold · (1 Wo.)SE |                                          |
| 2019 | Thug Ghettostar                    | SE74 (1 Wo.)SE |                                          |
| 2019 | Va mig Kapitel 21                  | SE7 ×2Doppelplatin · (13 Wo.)SE |                                          |
| 2019 | Je t’aime Kapitel 21               | SE21 Gold · (2 Wo.)SE |                                          |
| 2019 | Maria Kapitel 21                   | SE40 (1 Wo.)SE |                                          |
| 2020 | 724                                | SE9 Platin · (8 Wo.)SE |                                          |
| 2020 | Madame 724                         | SE26 Platin · (3 Wo.)SE |                                          |
| 2020 | Fukushima 724                      | SE56 Gold · (2 Wo.)SE |                                          |
| 2020 | Annan kaliber 724                  | SE60 (1 Wo.)SE |                                          |
| 2020 | Bang bang 724                      | SE61 (1 Wo.)SE |                                          |
| 2020 | Dyin 724                           | SE67 Gold · (1 Wo.)SE |                                          |
| 2020 | Modigliani 724                     | SE80 (1 Wo.)SE |                                          |
| 2020 | Vit cola 724                       | SE95 (1 Wo.)SE |                                          |
| 2020 | Puss 724 – Deluxe                  | SE48 (2 Wo.)SE |                                          |
| 2021 | 1942 Leylas World                  | SE4 ×2Doppelplatin · (20 Wo.)SE |                                          |
| 2021 | Malaika Leylas World               | SE11 ×3Dreifachplatin · (34 Wo.)SE |                                          |
| 2021 | Dom Pérignon Leylas World          | SE45 Gold · (2 Wo.)SE |                                          |
| 2021 | Wavy Leylas World                  | SE52 (1 Wo.)SE |                                          |
| 2021 | Magic Leylas World                 | SE54 (1 Wo.)SE |                                          |
| 2021 | Leylas World                       | SE66 (1 Wo.)SE |                                          |
| 2021 | Shot Caller Leylas World           | SE75 (1 Wo.)SE |                                          |
| 2021 | Wenak Wow 2                        | SE5 Platin · (7 Wo.)SE |                                          |
| 2021 | Heartbreaker Wow 2                 | SE14 Platin · (10 Wo.)SE |                                          |
| 2021 | 5am Wow 2                          | SE19 Gold · (3 Wo.)SE |                                          |
| 2021 | Innan musiken Wow 2                | SE22 Gold · (2 Wo.)SE |                                          |
| 2021 | Jayzee Wow 2                       | SE33 (1 Wo.)SE |                                          |
| 2021 | Live n Learn Wow 2                 | SE34 (1 Wo.)SE |                                          |
| 2021 | Walkin Wow 2                       | SE36 (1 Wo.)SE |                                          |
| 2022 | Loyal The Only Wan                 | SE2 ×2Doppelplatin · (26 Wo.)SE |                                          |
| 2022 | En The Only Wan                    | SE7 Gold · (7 Wo.)SE |                                          |
| 2022 | Hennessy The Only Wan              | SE17 Gold · (3 Wo.)SE |                                          |
| 2022 | Med dig The Only Wan               | SE20 (2 Wo.)SE |                                          |
| 2022 | Testa The Only Wan                 | SE21 (2 Wo.)SE |                                          |
| 2022 | Dexter The Only Wan                | SE22 (2 Wo.)SE |                                          |
| 2022 | Dum The Only Wan (Deluxe)          | SE1 ×2Doppelplatin · (26 Wo.)SE |                                          |
| 2022 | Kärlek The Only Wan (Deluxe)       | SE17 Gold · (3 Wo.)SE |                                          |
| 2022 | Drama The Only Wan (Deluxe)        | SE26 Gold · (2 Wo.)SE |                                          |
| 2022 | 22 Freestyle The Only Wan (Deluxe) | SE34 (1 Wo.)SE |                                          |
| 2024 | Sova For Those Who Believed        | SE6 (4 Wo.)SE |                                          |
| 2024 | Luv For Those Who Believed         | SE16 (3 Wo.)SE |                                          |
| 2024 | Misstag For Those Who Believed     | SE18 (2 Wo.)SE |                                          |
| 2024 | Mirakel For Those Who Believed     | SE26 (2 Wo.)SE |                                          |
| 2024 | Legacy For Those Who Believed      | SE29 (1 Wo.)SE |                                          |
| 2024 | Kokaina For Those Who Believed     | SE40 (1 Wo.)SE |                                          |
| 2024 | Lover Wanderland                   | SE7 (9 Wo.)SE |                                          |
| 2024 | Sweden Wanderland                  | SE20 (4 Wo.)SE |                                          |
| 2024 | SOS Wanderland                     | SE33 (8 Wo.)SE |                                          |
| 2024 | Bad Boy Wanderland                 | SE34 (2 Wo.)SE |                                          |
| 2024 | Marisol Wanderland                 | SE49 (1 Wo.)SE |                                          |
| 2024 | Toxic Wanderland                   | SE51 (1 Wo.)SE |                                          |
| 2024 | Guten Tag Wanderland               | SE56 (1 Wo.)SE |                                          |
| 2024 | Wesh Wanderland                    | SE58 (1 Wo.)SE |                                          |
| 2024 | 24 Freestyle Wanderland            | SE61 (1 Wo.)SE |                                          |
| 2024 | Fatti Wanderland                   | SE66 (1 Wo.)SE |                                          |
| 2024 | Hur Wanderland                     | SE88 (1 Wo.)SE |                                          |

### Gastbeiträge
| Jahr | Titel Album | Höchstplatzierung, Gesamtwochen, AuszeichnungChartsChartplatzierungen (Jahr, Titel, Album, Platzierungen, Wochen, Auszeichnungen, Anmerkungen) | Anmerkungen                                            |
| Jahr | Titel Album | SE | Anmerkungen                                            |
| ---- | ----------- | --- | ------------------------------------------------------ |
| 2019 | Designer –  | SE33 Gold · (4 Wo.)SE | Erstveröffentlichung: 31. Mai 2019 Lamix feat. Ant Wan |